# رهیاب عصبی
رهیاب عصبی (به انگلیسی: neuronavigator) به گروهی از فن‌آوری‌های جراحی مغز و اعصاب گفته می‌شود که در آن از رایانه کمک گرفته می‌شود تا جراحی‌های درون جمجمه و ستون فقرات توسط این سامانه راه‌بری و ره‌یابی شود.
امروزه این واژه دامنهٔ گسترده‌تری را به خود گرفته و از این سامانه در جراحی‌های ارتوپدی، اورولوژی و جراحی عمومی استفاده می‌شود.

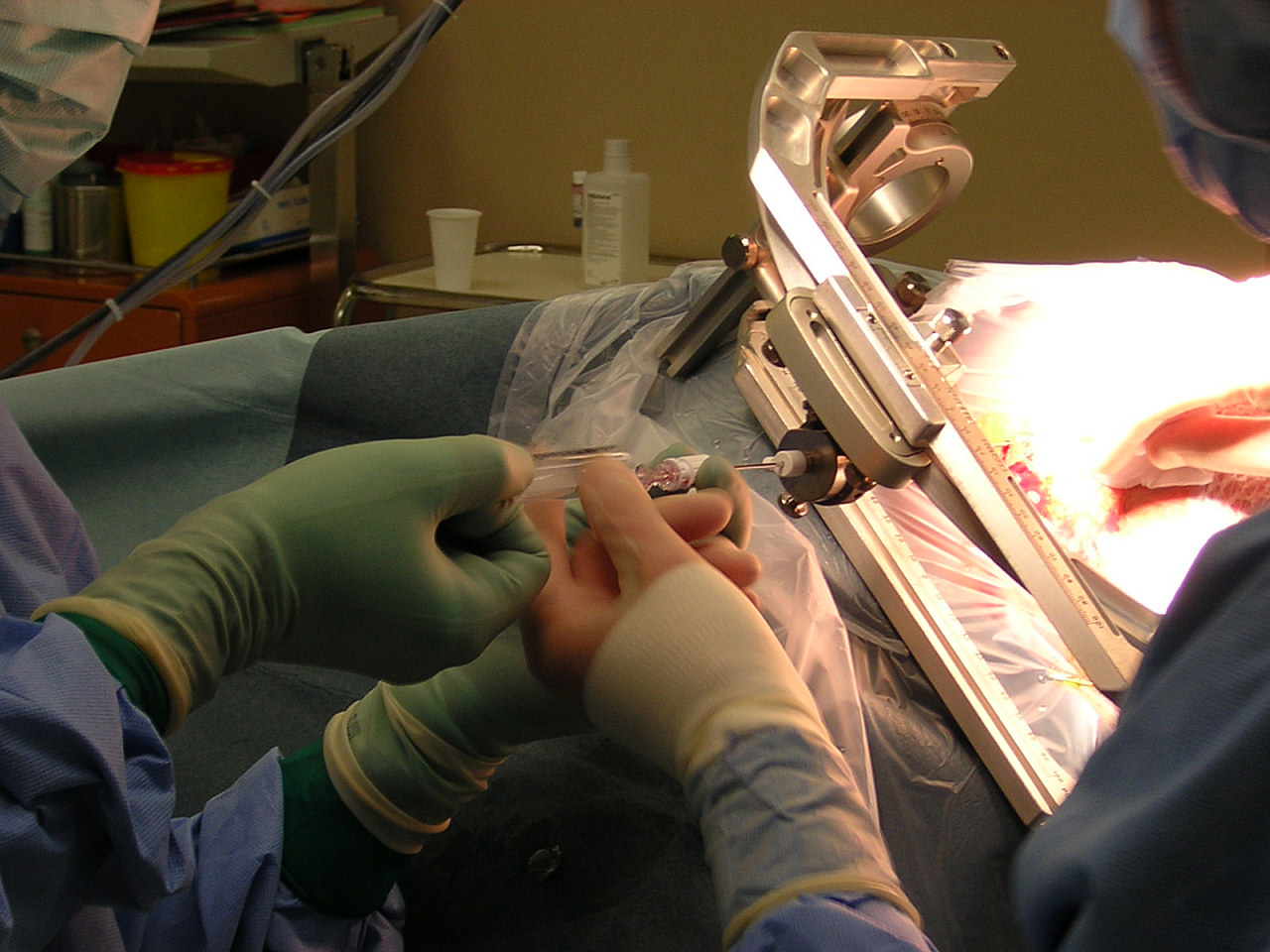
نمونه‌برداری از تومور مغزی با استفاده از سوزنی که در سامانه استریوتاکسی قرار دارد

رهیاب عصبی، نسخهٔ نوینی از سامانه‌های استریوتاکسی (به انگلیسی: stereotaxy) است. سیستمی که تاریخ آن به دهه ۱۹۰۰ برمی‌گردد و در دهه ۱۹۴۰ برای درمان بیماری‌هایی مانند پارکینسون و به ویژه در آلمان، فرانسه و آمریکا متداول شد.
در آغاز، هدف این فن‌آوری ایجاد مدلی ریاضی برای هندسهٔ جمجمه بود تا بتوان با آن رابطهٔ مستقیمی بین جمجمه و وسیلهٔ جراحی به دست آورد.
امروزه با استفاده از تصاویر MRI و CT و به‌کارگیری الگوریتم‌های رایانه‌ای پیچیده راهنمایی‌های بی‌درنگی در هنگام عمل جراحی از طریق این سامانه صورت می‌گیرد.
رهیابی به شیوه جدید از دهه ۱۹۹۰ آغاز شد. این سیستم با فن‌آوری‌های تصویربرداری جدید، توانایی‌های تصویری بی‌درنگ، فن‌آوری‌های نوین انتقال اطلاعات در اتاق عمل برای مکان‌یابی‌های ۳ بعدی، رباتیک و رایانه‌های پیشرفتهٔ امروزی تطبیق یافت.

## در ایران
رهیاب عصبی دانشگاه تهران در سال ۱۳۸۳ شمسی ساخته شد و در بیمارستان شهدای تجریش مورد آزمایش قرار گرفت.